# Benetutti
Benetutti – miejscowość i gmina we Włoszech, w regionie Sardynia, w prowincji Sassari. Graniczy z Bono, Bultei, Nuoro, Orune, Oniferi, Orani, Orotelli, Nule i Pattada.
Według danych na rok 2021 gminę zamieszkiwało 1736 osób, 18,38 os./km².